# Walter Ris
Walter Ris   (Chicago, 4 de gener de 1924 - Mission Viejo, 25 de desembre de 1989) fou un nedador estatunidenc que va competir durant la dècada de 1930.
El 1948 va prendre part en els Jocs Olímpics d'Estiu de Londres, on va disputar dues proves del programa de natació. En ambdues, els 100 metres lliures i els 4x200 metres lliures guanyà la medalla d'or. En els 4x200 metres, formant equip amb James McLane, Wallace Wolf i William Smith, va establir un nou rècord mundial amb un temps de 8' 46.0".
Va estudiar a la Universitat d'Iowa, guanyant els títols de 100 metres lliures de la AAU i de la NCAA el 1947 i 1948. En pista coberta guanyà el títol de l'AAU dels 100 metres lliures de 1945 a 1949.
El 1966 fou inclòs a l'International Swimming Hall of Fame.